# Dendrophidion
Genre
Dendrophidion est un genre de serpents de la famille des Colubridae.

## Répartition
Les espèces de ce genre se rencontrent dans le sud-est du Mexique, en Amérique centrale et dans le nord de l'Amérique du Sud.

## Liste des espèces
Selon The Reptile Database (4 janvier 2013) :
- Dendrophidion apharocybe Cadle, 2012
- Dendrophidion atlantica Freire, Caramaschi & Gonçalves, 2010
- Dendrophidion bivittatus (Duméril, Bibron & Duméril, 1854)
- Dendrophidion boshelli Dunn, 1944
- Dendrophidion brunneum (Günther, 1858)
- Dendrophidion clarkii Dunn, 1933
- Dendrophidion crybelum Cadle, 2012
- Dendrophidion dendrophis (Schlegel, 1837)
- Dendrophidion graciliverpa Cadle, 2012
- Dendrophidion nuchale (Peters, 1863)
- Dendrophidion paucicarinatum (Cope, 1894)
- Dendrophidion percarinatum (Cope, 1893)
- Dendrophidion prolixum Cadle, 2012
- Dendrophidion rufiterminorum Cadle & Savage, 2012
- Dendrophidion vinitor Smith, 1941

## Publication originale
- Fitzinger, 1843 : Systema Reptilium, fasciculus primus, Amblyglossae. Braumüller et Seidel, Wien, p. 1-106 (texte intégral).